# Cunitz (cratère)
Pour les articles homonymes, voir Cunitz.
Cunitz est un cratère de 48,6 km de diamètre situé sur Vénus dans l'ouest de Eistla Regio. Il a été nommé en l'honneur de l’astronome silésienne Maria Cunitz (1604-1664).